# Afro-Eurasia

Afro-Eurasia

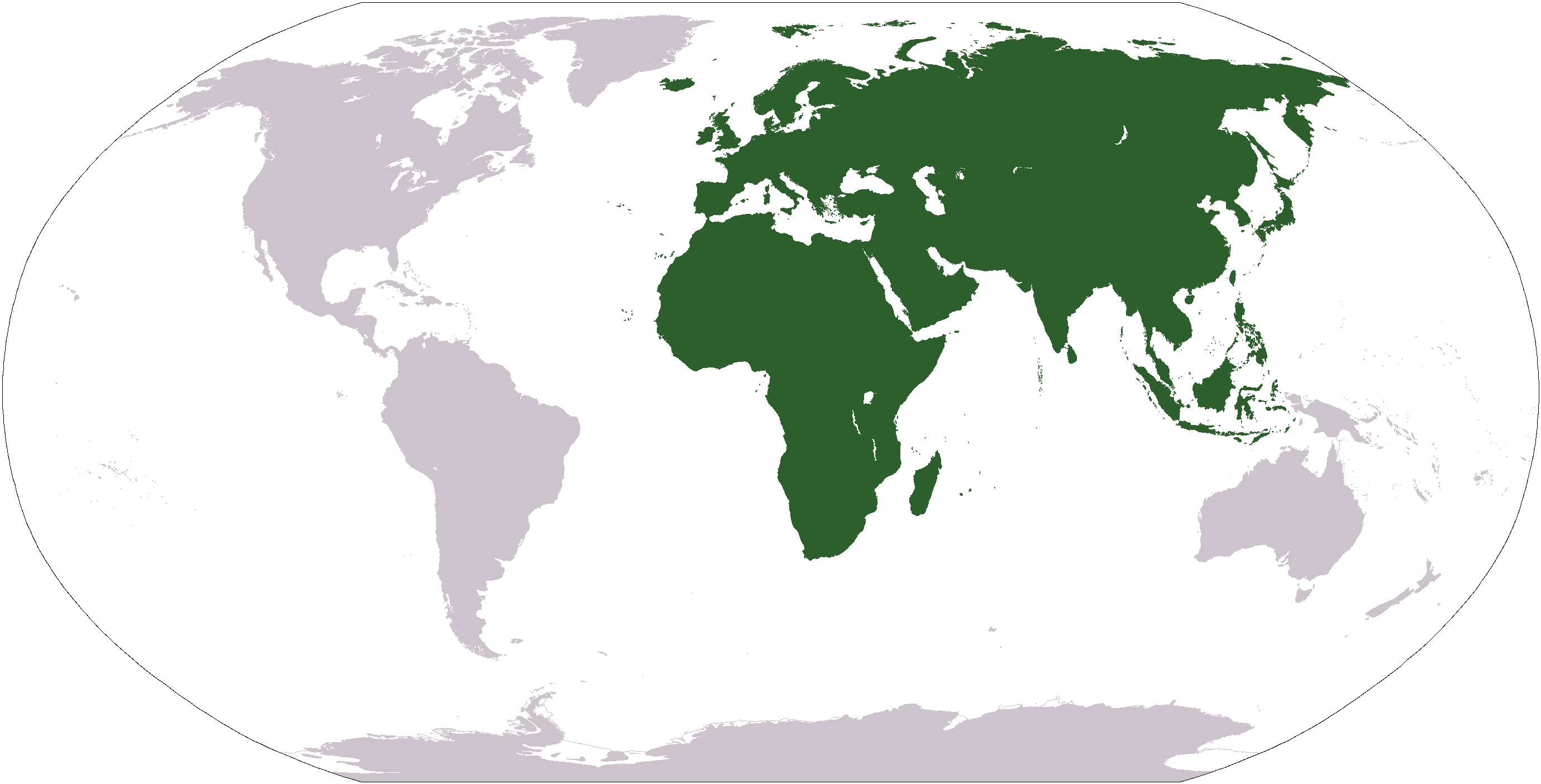
Afro-Eurasia

Afro-Eurasia (Africa-Eurasia) sau mai puțin întâlnit Afrasia sau Eurafrasia, este o masă continentală (un supercontinent) formată din Europa, Africa și Asia, sau mai bine zis Eurasia si Africa.
Afro-Eurasia acoperă 84.244.050 de milioane de kilometri pătrați și adăpostește aproximativ 5,7 miliarde de locuitori, respectiv aproximativ 85% din populația lumii, care sunt numiți afro-eurasieni.
| - Eurasia - Asia - Asia de Nord - Asia Centrală - Asia de Est - Asia de Sud - Asia de Sud-Est - Asia de Sud-Vest - Europa - Europa de Nord - Europa de Vest - Europa Centrală - Europa de Est - Europa de Sud | - - Africa - Africa Centrală - Africa de Est - Cornul Africii - Africa de Nord - Africa de Sud - Africa de Vest |

În mod normal, este împărțită prin Canalul Suez în Eurasia și Africa, iar Eurasia poate fi divizată mai departe în Europa și Asia. O împărțire alternativă pe criterii culturale și istorice este: Eurasia, Africa de Nord și Subsahara.
Continentul Afro-Eurasia a fost menționată ca Insula Lumii, un termen inventat de Sir Halford John Mackinder în The Geographical Pivot of History. Exclude insule non-continentale și arhipelagurile.
Lumea veche se referă la Africa, Asia, Europa și insulele din jurul lor ca teritorii separate.